# Ритм
Ритм (лат. rhythmus, др.-греч. ῥυθμός, от др.-греч. ῥέω — течь, струиться, растекаться и т. д.) — организация музыки во времени. Ритмическую структуру музыкального сочинения образует последовательность длительностей — звуков и пауз. В письменной традиции музыкальный ритм фиксируют с помощью нотации.

## Краткая характеристика
Регулярный ритм имманентно присущ человеку как живому организму, он проявляется в восприятии пространства и времени, в таких процессах как биение сердца и дыхание, смена дня и ночи, чередование времён года. Регулярный музыкальный ритм присущ танцевальной музыке всего мира, профессиональной (композиторской) музыке Европы начиная со школы Нотр-Дам и позже вплоть до середины XX века, в традиционной музыке Востока — многим жанрам макамо-мугамной традиции, индийской классической музыке, большинству жанров популярной музыки Востока и Запада, джазу и др.
Ритм конкретного музыкального сочинения чрезвычайно разнообразен и никогда не образуется длительностями одинаковой величины. Между длительностями разной величины возникают временны́е отношения. Числовые отношения длительностей и пауз в музыке могут быть как кратными (соседние длительности в заданном ряду длительностей выражаются отношениями 1:2, 1:3 и т. д.), так и некратными (1:1,5), и даже нестрого закреплёнными, «иррациональными» (как в музыкальной декламации старинной саэты или в шёнберговском Sprechgesang'е).
Объединяясь, звуки и паузы могут образовывать ритмический рисунок музыкального произведения. Стабильные, схематические группировки длительностей в истории музыки образовывали ритмоформулы, которые заняли место важнейшего маркера жанра и стиля, подобно тому как в тысячелетних монодических культурах (например, в знаменном распеве и в григорианском хорале) важнейшим маркером лада была мелодическая формула. Помимо ритмоформул, разделяемых сообществом композиторов и слушателей (как, например, формула итальянской сицилианы, испанского болеро, польского полонеза и мн.др.), истории музыки известны индивидуальные «ритмические проекты», характерные для отдельных сочинений отдельных композиторов как в прелюдии «Шаги на снегу» К. Дебюсси, «Революционном этюде» Ф. Шопена, финале Седьмой фортепианной сонаты С. С. Прокофьева и во многих других композиторских опусах.
Ритм не привязан ни к каким абсолютным единицам измерения времени (секундам, миллисекундам и т. п.), в нём заданы лишь относительные длительности нот и пауз.

## Термин
Ритм в музыке принадлежит к числу терминов, дискутируемых в науке последних двух столетий. Консенсуса по вопросу его определения нет.
Музыковедение ориентируется преимущественно на композиторскую музыку так называемого «классико-романтического периода» (с прибавлением барокко), музыкальный ритм (в эти эпохи) чаще всего определяется как регулярное, периодическое последование акцентов, то есть, движение размеренное, ограниченное схемой. Такое понимание ритма фактически идентично метру.
В широком смысле ритм (без привязки к музыке Нового времени) — это любое «течение» длительностей, поделённое либо не поделённое на регулярные (периодические, повторяющиеся) временны́е отрезки. Элементы ритма (в таком широком понимании) могут представлять собой рациональные либо иррациональные отношения длительностей.

## Исторический очерк
Древнейший европейский источник о музыкальном ритме — «Элементы ритмики» Аристоксена (IV в. до н.э; трактат сохранился во фрагментах). Согласно Аристоксену, «ритм есть время, разделенное чем-либо из того, что может быть ритмизовано».
Античные авторы не отделяют музыкальный ритм от стихотворного. Ритмопея (ритмическая композиция поэтического и/или музыкального произведения) изучалась ими в составе науки ритмики — так же, как мелопея – в составе гармоники. Первый образец последовательной письменной фиксации музыкального ритма — сколий Сейкила (датирован 1-й половиной II в. н.э.).
Древнейшее понятие ритма, или талам, существует как полная, структурированная система классической музыки Индии, в том числе традиции Карнатака. В трактате «Натьяшастра», известном в компиляции индийского театроведа Бхарата Муни (компиляция датируется между 200 г. до н.э. и 200 г. н.э.), ритм рассматривается как первичный вид искусств. Поэтому изучение всех видов традиции искусств Натьи начиналось с обучения ритму. Основным элементом считалась звуковая волна, выраженная в материальном мире как ритм (талам), как единица измерения времени, а также как один из способов сакрализации и изменения сценического пространства во время исполнения театрального действия. За ритмом следовали звук (музыкальный звук), далее слово (Кавьяс и Натака) и движение (танец).

## Ритм, метр и темп: различия
Ритм, метр и темп — понятия разные.

Миллиметровка

Метр задает координатную сетку из сильных и слабых долей с одинаковыми расстояниями между долями. Её можно представить как миллиметровку, на которой самая маленькая клеточка из самых тонких линий — минимальная длительность в произведении, более толстые линии обозначают доли, ещё более толстые — относительно сильные доли, а самые толстые — сильные доли. По линиям этой сетки можно рисовать ритмические фигуры из отрезков разной длины (ноты различной длительности). Фигуры могут быть совершенно разные, но все они будут опираться на линии этой сетки. Длительность нот можно задать в относительных единицах: этот звук — отрезок длиной в 4 клетки, а этот в — 2. Эти соотношения не изменятся с изменением масштаба сетки. Последовательность чередования таких отрезков и есть ритм. Отмасштабировать эту сетку можно с помощью темпа, делая расстояния между линиями длиннее или короче. Понятие темпа характеризует уже не относительную, а абсолютную длительность метрических единиц; выражается он, например, в количестве четвертных долей в минуту. Так, в масштабе «1 клетка = 1 секунда» время звучания ноты длиной в 2 клетки будет равно 2 секундам. При уменьшении масштаба (увеличении темпа) в 2 раза, длительность ноты в те же 2 отрезка уже будет равняться 1 секунде. Пример с миллиметровкой очень нагляден и абсолютно верен с точки зрения математического подхода к изучению предмета музыкального метра. Но в исполнительской практике приходится учитывать то, что следование подобной (сугубо математической) логике при изучении ритмической стороны нотного текста ведёт к искажению содержательной стороны музыкального произведения, где в большинстве случаев не длинная нота составляется путём суммирования какого-то количества мелких пульсаций, а как раз наоборот, мелкая длительность возникает как результат деления на части более крупной. Лишь в особых случаях (например, при синкопировании) наиболее крупные «линии» метрической сетки могут просвечивать сквозь длинные ноты (или длинные паузы), создавая впечатление поделённости их на несколько частей.